# Espazo Socialista Galego
Espazo Socialista Galego és un partit polític gallec integrat en el si de Compromiso por Galicia (CxG).

## Història
Fundat en 2008 com una escissió d'Esquerda Nacionalista (EN), amb uns 85 dels 300 militants d'EN entre els seus militants també hi ha persones que anteriorment no havien militat en CxG. Es defineix com un partit defensor del dret d'autodeterminació i del desenvolupament sostenible, laïcista, republicà, multiculturalista, nacionalista gallec i socialista.
Integrat en la plataforma Máis BNG de cara a l'Assemblea del BNG de 2009, posteriorment es convertí en un dels membres i suports del corrent Máis Galiza. Va abandonar el BNG alhora que Máis Galiza, sent el seu líder, Xoan Carlos Bascuas, l'actual líder de Máis Galiza.